# Halve marathon van Egmond 2016

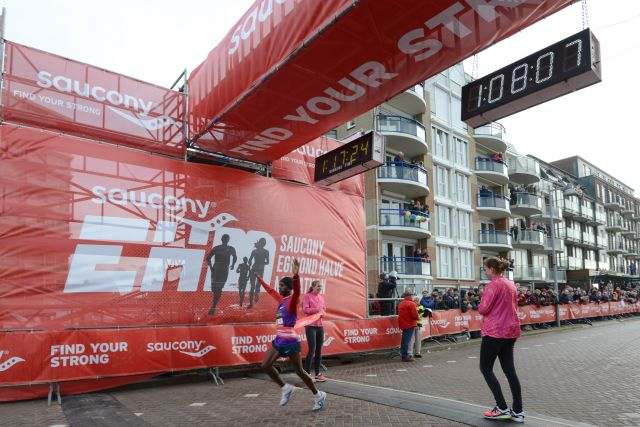
Yekeber Bayabel wint de wedstrijd

De 44e editie van de halve marathon van Egmond vond plaats op zondag 10 januari 2016. De weersomstandigheden waren deze editie erg zwaar. Het was licht regenachtig, 7 graden en windkracht 7 pal tegen op het strand.
De overwinning op de halve marathon bij de mannen ging naar de Ethiopiër Yekeber Bayabel. Hij finishte in 1:08.08. Dit was vanwege de omstandigheden de langzaamste tijd van de laatste dertig edities. Tweede werd de Keniaan Bernard Kipyego, voor Abera Kuma. De beste Nederlander was Abdi Nageeye. Hij eindigde, net als vorig jaar, als vierde. Tot enkele kilometers voor de finish lag hij comfortabel op een derde plaats, echter moest hij deze plek opgeven vanwege pijnklachten. Ook Khalid Choukoud en Ronald Schröer eindigden in de top tien.
Bij de vrouwen won de Ethiopische Genet Yalew.
Naast de halve marathon kende het evenement een wedstrijd met als afstand een kwart marathon (10,5 km).

## Uitslagen

### Mannen
| pos. | atleet                 | land       | tijd    |
| ---- | ---------------------- | ---------- | ------- |
| 1    | Yekeber Bayabel        | Ethiopië   | 1:08.08 |
| 2    | Bernard Kipyego        | Kenia      | 1:08.33 |
| 3    | Abera Kuma             | Ethiopië   | 1:08.40 |
| 4    | Abdi Nageeye           | Nederland  | 1:09.02 |
| 5    | Emmanuel Mutai         | Kenia      | 1:09.03 |
| 6    | Khalid Choukoud        | Nederland  | 1:09.24 |
| 7    | Felix Chemonges        | Oeganda    | 1:09.36 |
| 8    | Abdi Ulad Hakin        | Denemarken | 1:10.09 |
| 9    | Ronald Schröer         | Nederland  | 1:10.16 |
| 10   | Michel Butter          | Nederland  | 1:10.48 |
| 11   | Willem Van Schuerbeeck | België     | 1:10.58 |
| 12   | Florent Caelen         | België     | 1:11.09 |
| 13   | Jesse Stroobants       | België     | 1:11.26 |
| 14   | Edwin de Vries         | Nederland  | 1:11.27 |
| 15   | Tom Wiggers            | Nederland  | 1:11.30 |

### Vrouwen
| pos. | atleet               | land                | tijd    |
| ---- | -------------------- | ------------------- | ------- |
| 1    | Genet Yalew          | Ethiopië            | 1:19.02 |
| 2    | Dibabe Kuma          | Ethiopië            | 1:19.31 |
| 3    | Jachline Chepngeno   | Ethiopië            | 1:20.34 |
| 4    | Aynalem Kasahun      | Ethiopië            | 1:21.55 |
| 5    | Hawi Magers          | Ethiopië            | 1:23.07 |
| 6    | Ruth van der Meijden | Nederland           | 1:23.12 |
| 7    | Jamie van Lieshout   | Nederland           | 1:23.48 |
| 8    | Mariska Dute         | Nederland           | 1:24.06 |
| 9    | Stephanie Barnes     | Verenigd Koninkrijk | 1:25.02 |
| 10   | Manuela Soccol       | België              | 1:25.35 |
| 11   | Jessica Oosterloo    | Nederland           | 1:25.47 |
| 12   | Inge de Jong         | Nederland           | 1:26.31 |
| 13   | Renée Vranken        | Nederland           | 1:26.55 |
| 14   | Manon Kruiver        | Nederland           | 1:27.11 |
| 15   | Sabine van de Reijt  | Nederland           | 1:27.18 |

1973 ·
1974 ·
1975 ·
1976 ·
1977 ·
1978 ·
1979 ·
1980 ·
1981 ·
1982 ·
1983 ·
1984 ·
1985 ·
1986 ·
1987 ·
1988 ·
1989 ·
1990 ·
1991 ·
1992 ·
1993 ·
1994 ·
1995 ·
1996 ·
1997 ·
1998 ·
1999 ·
2000 ·
2001 ·
2002 ·
2003 ·
2004 ·
2005 ·
2006 ·
2007 ·
2008 ·
2009 ·
2010 ·
2011 ·
2012 ·
2013 ·
2014 ·
2015 ·
2016 ·
2017 ·
2018 ·
2019 ·
2020 ·
2021 ·
2022 ·
2023 ·
2024 ·
2025